# Traité de Gandomak
 (août 2021).
Le traité de Gandomak, ou de Gandamak, qui fut signé le 26 mai 1879 entre le représentant britannique, Louis Cavagnari, et l'émir d'Afghanistan, Yaq'ûb Khân, était censé mettre un terme à la Seconde guerre anglo-afghane. S'il fixa effectivement les modalités de cohabitation entre les Afghans et le Radj britannique, il devait encore s'écouler de longs mois avant que la paix soit finalement établie entre les deux partis.

## Historique

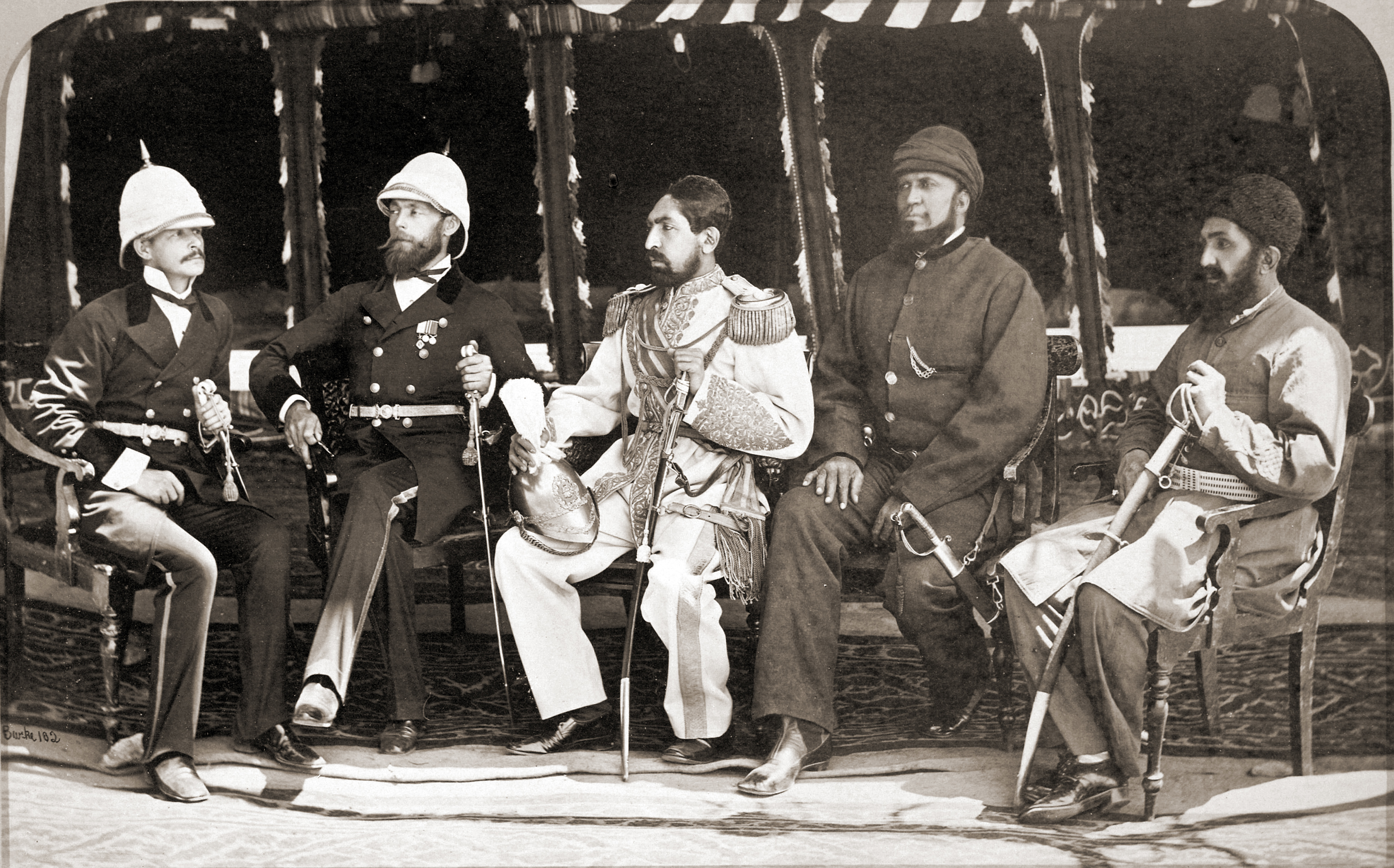
La négociation de Gandomak (mai 1879). De g. à dr. : Jenkins, major Louis Cavagnari, émir Ya'qûb Khan, Daoud Châh, commandant l'armée ghilzaï de Ya'qûb, Habiboullâh Moustafi, vizir d'Ayoub.

Ce village, situé à une cinquantaine de kilomètres de la capitale en direction de Jalalabad, n'avait pas été choisi au hasard. Il se situait non loin de l'endroit, dans les gorges de la Kaboul, où une armée britannique avait été massacrée par les Afghans en janvier 1842 lors de la bataille de Gandamak.
Il prévoyait la reconnaissance par l'émir du contrôle britannique sur la passe de Khyber et sur les districts de Kurram, Pishin et Sibi. L'Afghanistan renonçait en outre à sa souveraineté externe, c’est-à-dire qu'il ne pourrait entretenir des relations internationales qu'avec l'accord des autorités britanniques, qui disposeraient à cet effet d'une mission permanente installée à Kaboul. En contrepartie, l'émir recevait une pension annuelle de 60 000 livres sterling.
Ce traité, qui a toujours été considéré comme déshonorant par les Afghans, devait être reconnu par l'émir Abdur Rahman Khan en 1880, et lui permettre d'établir son autorité sur l'ensemble du territoire afghan dans les frontières qu'on lui connaît aujourd'hui. Le traité a pour conséquence de couper l'éthnie pachtoune entre le Pakistan et l'Afghanistan au niveau de la ligne Durand.
L'Afghanistan retrouvera sa souveraineté externe après la troisième guerre anglo-afghane et la signature du traité de Rawalpindi (août 1919).